# Communauté de communes du Plateau briard
La communauté de communes du Plateau briard (CCPB) est une ancienne communauté de communes française du Val-de-Marne et de l'Essonne, en Île-de-France qui a fonctionné de 2003 à 2015.

## Historique
La Communauté de Communes du Plateau Briard a été créée le 3 décembre 2002.
Dans le cadre de la mise en place de la métropole du Grand Paris, la loi portant nouvelle organisation territoriale de la République du 7 août 2015 (Loi NOTRe) prévoit la création d'établissements publics territoriaux (EPT), qui regroupent l'ensemble des communes de la métropole à l'exception de Paris, et assurent des fonctions de proximité en matière de politique de la ville, d'équipements culturels, socioculturels, socio-éducatifs et sportifs, d'eau et assainissement, de gestion des déchets ménagers et d'action sociale. Les EPT exercent également les compétences que les communes avaient transférées aux intercommunalités supprimées.
La CCPB est supprimée le 31 décembre 2015 et ses communes intègrent l'établissement public territorial Grand Paris Sud Est Avenir ainsi que la métropole du Grand Paris.
Toutefois, Varennes-Jarcy, jusqu’alors membre de la CCPB, après une consultation de ses habitants qui s'est tenue en avril 2015, intègre la communauté de communes de l'Orée de la Brie le 1er janvier 2016, de manière à ne pas être concernée par la métropole du Grand Paris,.
Cinq de ses communes ont fusionné le 1er janvier 2015 avec :
- La CA Plaine centrale du Val-de-Marne (3 communes)
- La CA du Haut Val-de-Marne (7 communes)
- La commune isolée de Bonneuil-sur-Marne
- (la commune de Varennes-Jarcy rejoint la  CC de l'Orée de la Brie)

pour constituer l'établissement public territorial Grand Paris Sud Est Avenir (16 communes) .

## Territoire communautaire

L'intercommunalité sur une carte départementale du Val-de-Marne. En marron, celle de Varennes-Jarcy en Essonne.

### Géographie
La communauté de communes du Plateau Briard était située au sud-est du département du Val-de-Marne et à l'extrême nord-est du département de l'Essonne. Son altitude variait entre trente-neuf mètres à Mandres-les-Roses et cent onze mètres à Villecresnes. 

### Composition
En 2015, la communauté de communes du Plateau Briard regroupait six communes dont cinq dans le Val-de-Marne et une dans l'Essonne :
| Nom                      | Code Insee | Gentilé       | Superficie (km2) | Population (dernière pop. légale) | Densité (hab./km2) |
| ------------------------ | ---------- | ------------- | ---------------- | --------------------------------- | ------------------ |
| Marolles-en-Brie (siège) | 94048      | Marollais     | 4,59             | 4 777 (2014)                      | 1 041              |
| Mandres-les-Roses        | 94047      | Mandrions     | 3,30             | 4 455 (2014)                      | 1 350              |
| Périgny                  | 94056      | Pérignons     | 2,79             | 2 545 (2014)                      | 912                |
| Santeny                  | 94070      | Santenois     | 9,91             | 3 644 (2014)                      | 368                |
| Varennes-Jarcy           | 91631      | Varennois     | 5,48             | 2 331 (2014)                      | 425                |
| Villecresnes             | 94075      | Villecresnois | 5,62             | 9 641 (2014)                      | 1 715              |

### Population et Économie
Forte d’une population jeune et dynamique représentant 27 484 habitants, la Communauté de Communes du Plateau Briard était composée majoritairement de couples avec enfants. Nombre d’entre eux travaillent en dehors du territoire intercommunal, notamment à Paris.
La structuration de l’emploi et de l’économie est à l’image du territoire. On recense près de 1 400 établissements sur le territoire, avec 3 secteurs prépondérants, qui sont les services (en constante évolution), le commerce de proximité et le BTP, alors que le secteur agricole ne représente plus que 8 % de l’activité.
De ce fait, les espaces économiques sont multiples et disparates et de nombreuses petites zones d’activités généralistes ou spécifiques (zone artisanale par exemple) se trouvent dans l'ancienne intercommunalité, occupant une surface totale de plus de 336 000 m2. Mais le taux d’emploi demeure faible sur le Plateau Briard (1 emploi / 2 actifs).

### Démographie
| 1999   | 2006   | 2010   | 2011   | 2013   |
| ------ | ------ | ------ | ------ | ------ |
| 25 064 | 26 609 | 27 387 | 27 484 | 27 477 |

## Administration

### Siège
Le siège de la communauté de communes était situé à Marolles en Brie.

### Élus
La Communauté de communes était administrée par son Conseil communautaire, composé pour le mandat 2014-2015 de  37 conseillers communautaires, conseillers municipaux  représentant chaque commune membre et répartis comme suit :

- 12 conseillers pour Villecresnes 

- 6 conseillers pour Mandres-les-Roses et Marolles en Brie ;

- 5 conseillers pour Santeny  ;

- 4 conseillers pour Périgny-sur-Yerres et Varennes-Jarcy : 4 conseillers.

### Liste des présidents
| Période       | Période       | Identité                | Étiquette | Qualité                                                                                                   |
| ------------- | ------------- | ----------------------- | --------- | --- |
| 2002          | 2006          | Alain Josse             |           | Maire de Marolles-en-Brie                                                                                 |
| 2006          | 2008          | Daniel Wappler          |           | Maire de Villecresnes                                                                                     |
| 2008          | 2009          | Jean-Claude Gazeau      |           | Conseiller municipal de Mandres-les-Roses                                                                 |
| 2009          | 2010          | Georges Urlacher        | UMP       | Maire de Périgny-sur-Yerres                                                                               |
| 2011          | novembre 2011 | Jean-Claude Gendronneau |           | Maire de Santeny Démissionnaire dans le cadre d'un accord de changement de présidence chaque année        |
| décembre 2011 | octobre 2012  | Jean-Marc Jubault       |           | Maire de Varennes-Jarcy Démissionnaire dans le cadre d'un accord de changement de présidence chaque année |
| décembre 2012 | avril 2014    | Alain Josse             |           | Maire de Marolles-en-Brie                                                                                 |
| avril 2014    | décembre 2015 | Jean-Claude Gendronneau |           | Maire de Santeny                                                                                          |

### Compétences
La communauté exerçait les compétences qui lui avaient été transférées par les communes membres, dans les conditions fixée par le code général des collectivités territoriales. Il s'agissait de :
compétences obligatoires
- Aménagement de l'espace :
  - L’élaboration, l’approbation, la révision, le suivi d’un schéma de cohérence territoriale (SCOT)
  - L’institution de réserves foncières réservées en vue de projets d’intérêt communautaire dans le cadre des compétences transférées par les communes : aménagement de l’espace, développement économique.
  - L’aménagement des entrées des communes de la communauté permettant son identification.
  - La création de zones d'aménagement concerté (ZAC) communautaires à vocation économique.
  - L’étude et la mise en œuvre d'opérations concourant à l’amélioration des transports et de la circulation à l’échelle de la Communauté de Communes, tendant ou à valoriser les activités agricoles sur le territoire.
- Développement économique :
  - Création d’un « guichet unique » chargé de l’accueil, de l’orientation des créateurs et développeurs d’entreprises potentiels ainsi que de la promotion de l’ensemble des espaces et des locaux disponibles sur le territoire.
  - Animation du tissu économique local
  - Représentation des communes membres auprès d'instances contribuant à la vie économique.

compétences optionnelles
- Réseaux et communication : amélioration des réseaux de communication électronique et notamment le déploiement du haut débit sur le territoire.
- Environnement
- Collecte, le traitement et la valorisation des déchets assimilés et non industriels.
- Sentiers de randonnées reliant les communes du territoire.
- Transports et déplacements
  - L’élaboration d’un plan de déplacements intercommunal.
  - Études pour la mise en place d’un service de transport collectif ou adapté en complément du réseau existant.
  - Propositions concourant à l'amélioration des transports et déplacements sur le Plateau Briard et dans la zone sud-est de la métropole parisienne.
  - Coordination des transports et déplacements des relations avec le syndicat des transports d'Île-de-France (STIF) et tout organisme ou collectivité concerné.
- Un espace emploi
- L’aménagement, l’extension de zones d’activités nouvelles supérieures ou égales à 1 ha et/ou jouxtant les zones existantes quelle qu’en soit la superficie.
- La création de pépinières d’entreprises.
- La décision d’implantation et le suivi des enseignes commerciales dont la surface est de plus de 300 m2.
- Partenariats, afin de valoriser l’attractivité économique de son territoire l

### Régime fiscal  et budget
L'intercommunalité était un établissement public de coopération intercommunale à fiscalité propre, qui percevait à l'origine une fiscalité additionnelle aux les impôts locaux des ménages[réf. nécessaire].
Dans un souci de péréquation fiscale entre les communes résidentielles et celles dotées de zones d'activité, le conseil communautaire a décidé d’adopter au 1er janvier 2013[réf. nécessaire] la fiscalité professionnelle unique  – qui a succédé à la taxe professionnelle unique (TPU) –  afin de financer l'exercice de ses compétences.
En 2008, la communauté de communes du Plateau Briard disposait d'un budget de 2 690 056 euros.
| Postes                                             | 2007        | 2008        | 2009        | 2010        | 2011        |
| -------------------------------------------------- | ----------- | ----------- | ----------- | ----------- | ----------- |
| Produits de fonctionnement                         | 2 914 000 € | 3 209 000 € | 3 561 000 € | 3 778 000 € | 3 898 000 € |
| Charges de fonctionnement                          | 2 872 000 € | 3 006 000 € | 3 376 000 € | 3 802 000 € | 3 848 000 € |
| Ressources d’investissement                        | 229 000 €   | 115 000 €   | 165 000 €   | 284 000 €   | 390 000 €   |
| Emplois d’investissement                           | 175 000 €   | 136 000 €   | 217 000 €   | 99 000 €    | 107 000 €   |
| Dette                                              | 181 000 €   | 170 000 €   | 158 000 €   | 146 000 €   | 134 000 €   |
| Source : Ministère de l’Économie et des Finances,. |             |             |             |             |             |

## Réalisations
La communauté se fixait comme objectifs de respecter l'identité culturelle du plateau briard, la volonté d'un développement économique harmonieux préservant les paysages, et les activités agricoles (maraîchères, horticoles et céréalières) qui font la spécificité du territoire situé à vingt kilomètres de Paris.